# Studebaker Gran Turismo Hawk

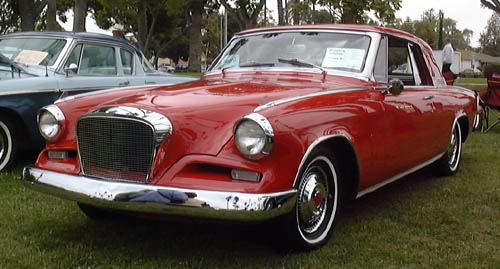
1962 Studebaker Gran Turismo Hawk

Studebaker Gran Turismo Hawk, bilmodell tillverkad av Studebaker i omkring 15.000 exemplar åren 1962-1964.
Gran Turismo baserades på Robert Bourkes stilbildande coupe som introducerades som 1953 års modell. 1961 var modellen föråldrad och Studebaker tjänade för lite pengar på sin bilförsäljning för att ha råd med en ny modell, vilket ledde till beslutet att modernisera den nästan tio år gamla designen. Brooks Stevens, en industridesigner från Milwaukee som var personligt bekant med Studebakers president Sherwood Egbert fick uppdraget. Bilen fick helt ny interiör med sju instrument samlade i en vinklad panel framför föraren, separata stolar och mittkonsol. På utsidan märktes att fenorna försvunnit. Chassi och drivlina ändrades obetydligt. Starkare motorer med bl.a. kompressormatning kom med 1963 års modell, toppfarten på dessa översteg 220km i timmen. 
Studebaker GT Hawk var en lyxbetonad långfärdsvagn med sportig karaktär som konkurrerade med Ford Thunderbird men var något billigare. Den sålde endast i 1700 exemplar sista året, 1964, och försvann med Studebakers nedläggning i USA. I USA såldes bilen enbart med 289 kubiktums V8 motor av Studebakers egen konstruktion, en tung men bränsleeffektiv motor som gav bra prestanda till den ca 1700kg tunga bilen.
På andra marknader såldes den med den mindre 259-motorn och i Europa med sexan på 112hk och 2,8 liters slagvolym, en motor som i hemlandet betraktades som alltför kraftlös. Växellådorna var treväxlade manuella med eller utan överväxel som manövrerades med en rattspak, eventuellt fyrväxlat med golvspak. I USA valde de flesta trestegs automat till sin avspända kontinentkryssare, de GT man ser i Sverige med detta tillval har förmodligen importerats senare.